# Mẫu Đơn

Vị trí tại Bình Đông

Mẫu Đơn (tiếng Trung: 牡丹鄉; bính âm: Mǔdān Xiāng) là một hương (xã) của huyện Bình Đông, tỉnh Đài Loan, Trung Hoa Dân Quốc (Đài Loan). Hương nằm tại phần đuôi phía nam của dãy núi Trung ương và thuộc về bán đảo Hằng Xuân. Tổng diện tích của hương đạt 181,8366 km², dân số vào tháng 8 năm 2011 là 4.916 người thuộc 1.880 hộ gia đình, mật độ cư trú đạt 27 người/km². Cư dân trong hương chủ yếu là thổ dân Đài Loan.